# BT Home Hub

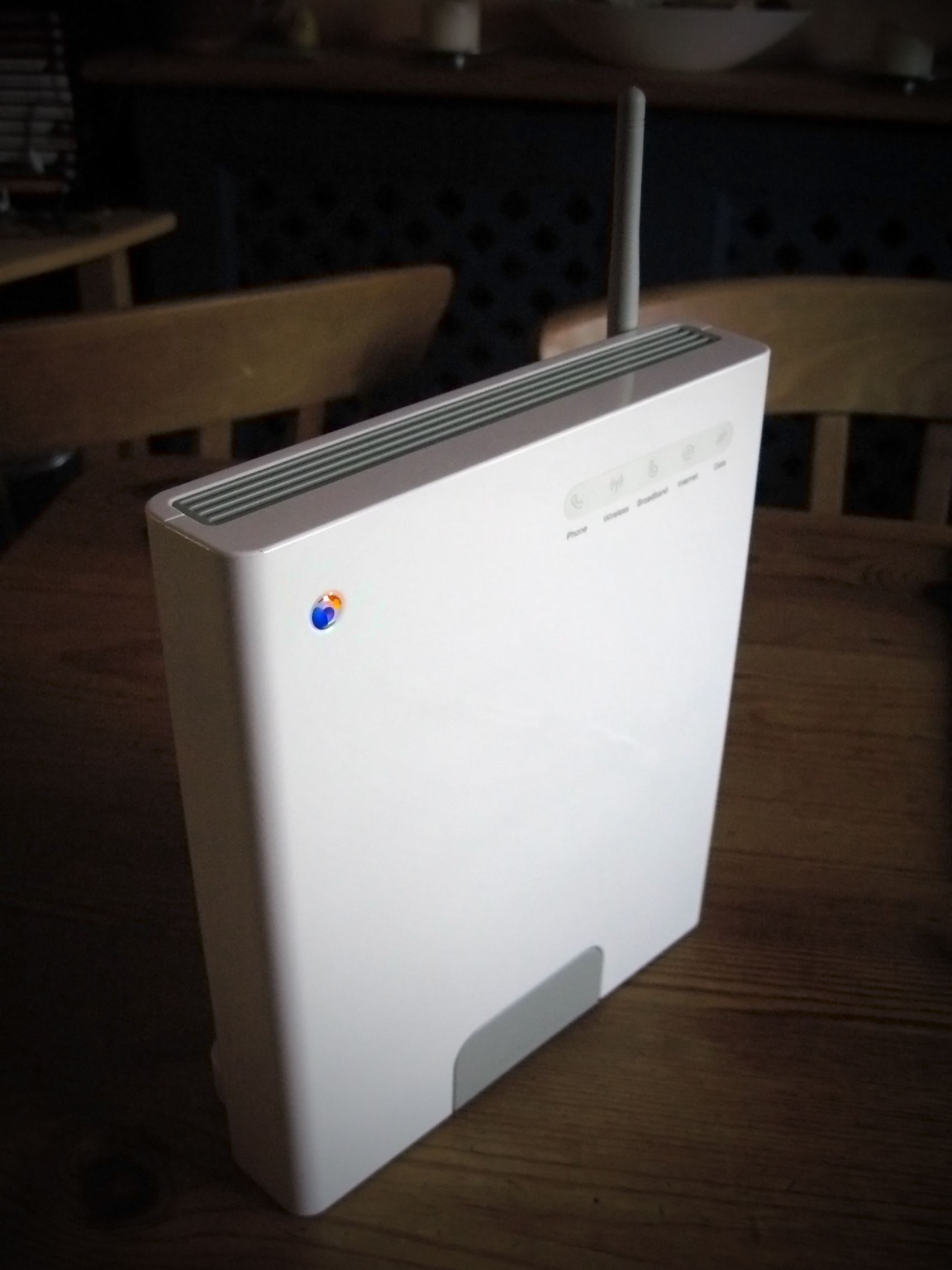
Le BT Home Hub

Le BT Home Hub (en français « Le Centre de la Maison BT ») est un appareil électronique commercialisé par l'opérateur de télécommunications anglais BT. Les premiers BT Home Hub et notamment le v1.0 et v1.5 étaient produits par Inventel.
Cet appareil sert principalement de modem ADSL, mais il peut également faire office de routeur en utilisant ou non le système de transmission sans fil Wi-Fi IEEE 802.11g ou IEEE 802.11b. Il permet aussi à BT de proposer des services supplémentaires via la ligne ADSL, comme la téléphonie ou encore la VoIP par le biais de combinés téléphoniques DECT. 
Il fonctionne également avec le service BT Fusion, et fonctionnera avec le prochain service de vidéo à la demande BT Vision.
Cet appareil a une utilisation réservée au Royaume-Uni.

## Caractéristiques
Le BT Home Hub permet:
- Accès à Internet sans fil, via WiFi
- BT Fusion
- BT Vision
- VoIP
- BT Videophone

## Spécifications
La livraison du BT Home Hub inclut:
- Câble ADSL
- Câble Ethernet RJ45
- Bloc d'alimentation
- 2 filtres ADSL
- Câble téléphonique RJ11
- Câble USB

Les spécifications techniques du BT Home Hub sont ci-dessous:
- Modem ADSL - 24 Mb/s aval, 3 Mb/s en amont
- WiFi - norme IEEE 802.11b/g
- Ports - 2 Ethernet 10/100 Mb/s, 2 USB 1.1, 2 RJ11 (ADSL et téléphone)
- Protocoles de sécurité - WEP et WPA-PSK/WPA2-PSK
- Logiciel - version 6.2.2.6 (actualisation automatique)

Le BT Home Hub peut-être utilisé seulement avec BT Total Broadband (en français « Le Haut Débit Absolu BT »). Le logiciel de configuration, nécessaire en cas de connexion par le port USB, est compatible avec Mac OS X et Windows.

## BT Hub Phone
Le BT Hub Phone (en français « Le Téléphone du Centre BT ») est un combiné optionnel qui fonctionne avec le BT Home Hub. Il propose des appels en haute-définition qui utilisent le service BT Broadband Talk (en français « La Communication Haut Débit BT ») et peut reposer dans un réceptacle sur l’avant du BT Home Hub.